# 한유미
한유미(韓有美, 1982년 2월 5일 ~)는 대한민국의 전 배구 선수이자, 현 KBS n sports 배구 해설위원이다.

## 선수 경력
포지션은 레프트이며, 키는 180 cm, 스파이크 높이는 307 cm, 블로킹 높이는 297cm이다. 2000년 현대건설에 입단했으며, 한일전산여자고등학교(현재의 한봄고등학교)를 졸업했다. 현재 경기대학교에 재학 중이다.
힐스테이트 2006-2007 V-리그가 끝난 후 첫 번째 자유 계약 선수 자격을 얻고 현대건설에 잔류하였다. 3시즌을 보낸 뒤 다시 자유 계약 선수 자격을 얻어 이탈리아 리그 진출을 타진하였지만 실패하여 휴식기를 가졌다. V-리그 10-11 시즌이 끝난 후 현대건설과 어렵게 재계약하고 2011년 6월 1일에 대전 KGC인삼공사로 이적했다. 동생 한송이와 함께 2012년 하계 올림픽에 참가했고, 올림픽과 KOVO컵이 끝난 이후 결혼을 발표하며 2012년 9월 19일 현역 은퇴를 선언했다. 그러나 2014-2015 시즌 친정팀인 현대건설로 복귀하였다. 2016-2017시즌이 끝난 후 황민경의 보상선수로 GS칼텍스 서울 KIXX로 이적하여 동생인 한송이와 같은 팀이 되었다. 그러나 현대건설에 염혜선의 보상선수로 지명된 김유리와 트레이드되며 하루 만에 현대건설로 복귀하였다. 2017-2018 시즌 종료 후 완전히 현역 은퇴를 선언했다.

## 선수 은퇴 후
은퇴 이후 배구 해설위원으로 데뷔하여 KBS N 스포츠의 배구 해설위원으로 주로 활동하고 있고, 유소년 배구 지도자로도 활발하게 활동하고 있다.

## 별명, 에피소드
2006-2007 힐스테이트 V리그 시즌 도중 디시인사이드의 배구 갤러리에 글을 올린 후 팬들의 어마어마한 반응을 일으키며 "윰여신"이라는 별명을 얻게 되었고, 글을 올리는 것조차 "여신 강림"으로 표현되었다. 또한 예쁘고 잘생긴 외모로 "코트 위의 여신"이라는 별명을 얻기도 했다. 노는언니에서 허당미, 핑계 대기, 밀당을 선보여서 허당여신, 핑계여신, 밀당의 귀재라고 불리기도 하지만 해설위원일 때는 냉철하다.

## 주요 국가대표 출전 경력
- 1999년 세계유스선수권대회, 세계청소년선수권대회
- 2001년 월드그랑프리 배구대회, 세계청소년선수권대회
- 2002년 세계배구선수권대회
- 2003년 월드그랑프리 배구대회
- 2005년 월드그랑프리 배구대회, 아시아선수권대회
- 2006년 세계배구선수권대회, 도하 아시안게임
- 2007년 아시아선수권대회, 월드컵
- 2008년 베이징올림픽최종예선
- 2010년 아시안 게임
- 2012년 런던 올림픽

### 영화
- 2024년 영화 《1승》

## 수상 경력

### 소속팀
대전 KGC인삼공사
- V-리그: 2012

수원 현대건설
- V-리그: 2016
- KOVO컵: 2006, 2014

### 개인
- 1999년 세계유스선수권대회 득점상
- 2000년 현대아산배 배구슈퍼리그 신인상
- 2001년 세계청소년선수권대회 MVP, 득점상
- KOVO컵 MVP: 2006
- V-리그 기량발전상: 2007

## 가족 관계
가족은 부모님과 여동생이 있는데, 여동생인 한송이도 배구 선수이다.